# 石清水八幡宮站
石清水八幡宮站（日语：／ Iwashimizu-Hachimangū eki */?）是位於日本京都府八幡市，屬於京阪電氣鐵道京阪本線的鐵路車站。車站編號為KH26。

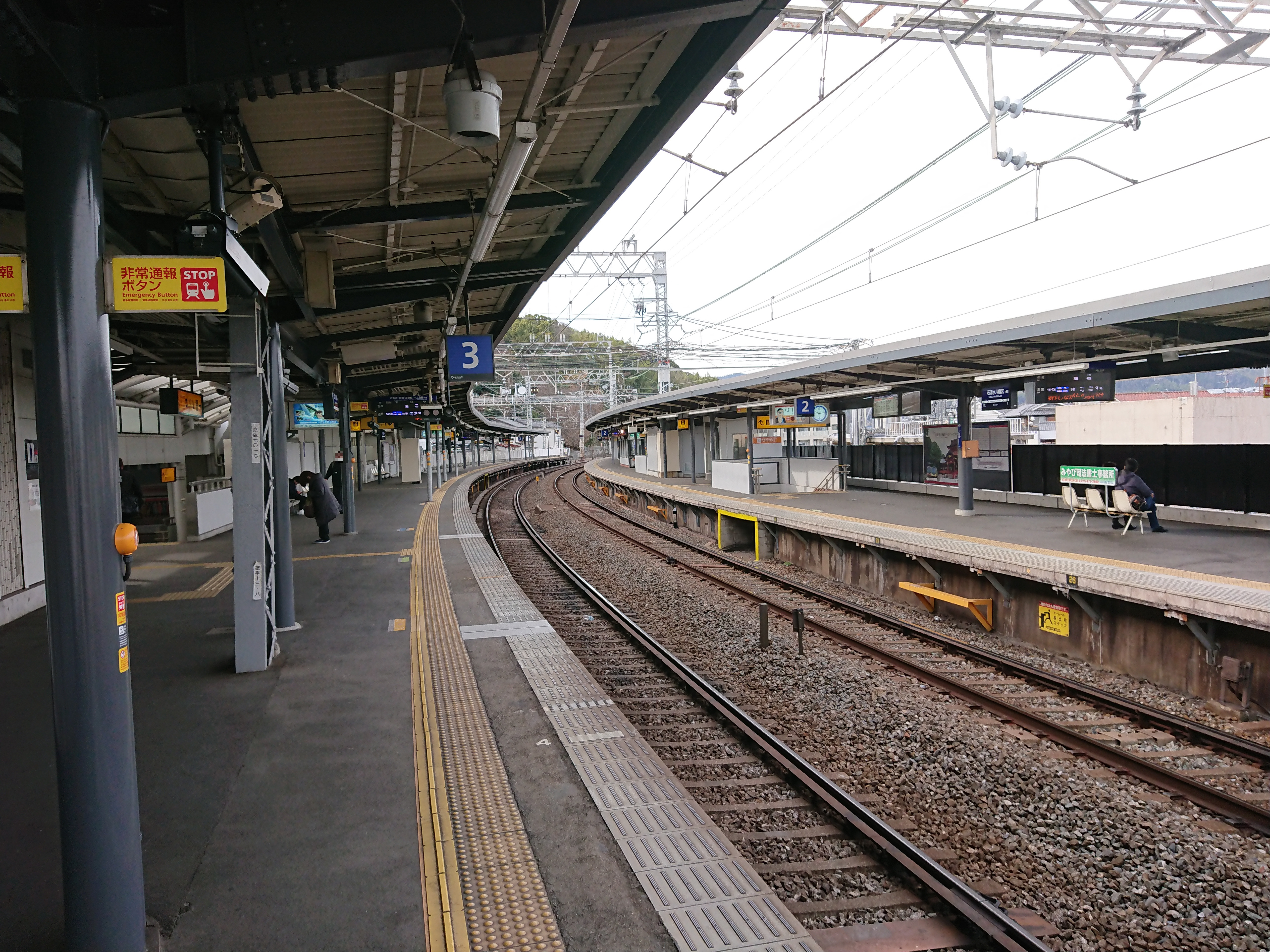
月台（2020年1月）

## 車站結構
本站為對向式月台2面2線的地面車站。

### 月台配置
| 月台 | 路線     | 方向 | 目的地                             |
| ---- | -------- | ---- | ---------------------------------- |
| 1    | 京阪本線 | 上行 | 中書島、三條、出町柳方向           |
| 2    | 京阪本線 | 下行 | 枚方市、京橋、淀屋橋、中之島線方向 |

※兩個月台的有效長度為7節。

## 使用情況
2018年（平成30年）度特定日1日上下車人次為8,494人。
近年1日上下、上車人次如下表。
| 年度   | 特定日   | 特定日     | 1日平均 上車人次 |
| 年度   | 調查日   | 上下車人次 | 1日平均 上車人次 |
| ------ | -------- | ---------- | ---------------- |
| 1990年 | 11月06日 | 16,606     |                  |
| 1992年 | 11月10日 | 17,422     |                  |
| 1995年 | 11月21日 | 16,182     |                  |
| 1998年 | 11月10日 | 14,848     |                  |
| 2000年 | 11月07日 | 14,338     |                  |
| 2002年 | 12月10日 | 13,268     |                  |
| 2003年 | 10月28日 | 12,379     |                  |
| 2004年 | 11月09日 | 12,072     |                  |
| 2005年 | 11月08日 | 12,174     |                  |
| 2006年 | 11月08日 | 11,030     | 5,756            |
| 2007年 | 11月07日 | 11,475     | 5,694            |
| 2008年 | 11月11日 | 10,752     | 5,622            |
| 2009年 | 11月10日 | 10,045     | 5,162            |
| 2010年 | 11月09日 | 9,884      | 5,090            |
| 2011年 | 11月01日 | 9,668      | 4,934            |
| 2012年 | 10月31日 | 9,251      | 4,923            |
| 2013年 | 11月12日 | 9,280      |                  |
| 2014年 | 11月11日 | 9,433      |                  |
| 2015年 | 11月10日 | 9,272      |                  |
| 2016年 | 11月08日 | 8,558      |                  |
| 2017年 | 11月07日 | 9,455      |                  |
| 2018年 | 11月06日 | 8,494      |                  |

## 纜車八幡宮口站
纜車八幡宮口站（日语：／ Keburu Hachimangū-guchi eki */?）是位於日本京都府八幡市，屬於京阪電氣鐵道鋼索線的鐵路車站。車站編號為KH80。

### 車站構造
本站為櫛型2面1線的車站。月台分為上車用和下車用月台，通常每側只使用1面1線上車用。站內只設置一處驗票閘口。

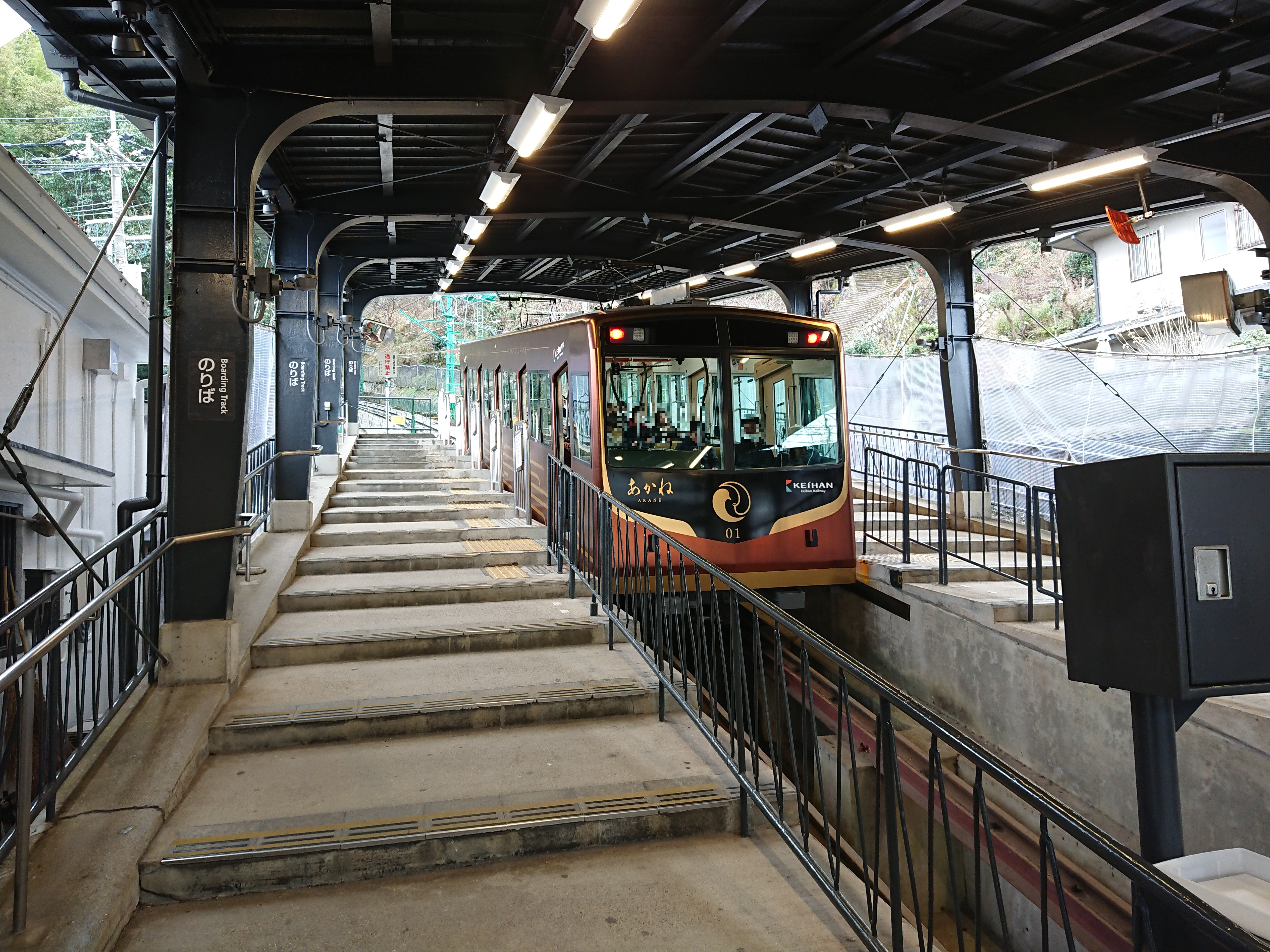
月台（2020年1月）

## 相鄰車站
京阪電氣鐵道
 京阪本線
■快速特急「洛樂」、□Liner、■特急、■通勤快急、■快速急行
通過
■急行
樟葉（KH24）－石清水八幡宮（KH26）－中書島（KH28）
■急行（淀站始終到的列車）
樟葉（KH24）－石清水八幡宮（KH26）－淀（京都競馬場）（KH27）
■通勤準急（只限平日下行運行）、■準急、■普通
橋本（KH25）－石清水八幡宮（KH26）－淀（京都競馬場）（KH27）
 鋼索線（石清水八幡宮參道纜車）
纜車八幡宮口（KH80）－纜車八幡宮山上（KH81）

## 外部連結
- 石清水八幡宮 - 京阪電氣鐵道
- 纜車八幡宮口 - 京阪電氣鐵道